# Степова вулиця (Мелітополь)
Степова вулиця — вулиця в Мелітополі на Юрівці. Йде від Степового провулка до Будівельної вулиці. Забудована приватними будинками.

## Назва
Оскільки Мелітополь розташований в степовій зоні, назва «Степова» є розповсюдженою в міській топоніміці. Поруч з вулицею проходить Степовий провулок. Також в різні роки в Мелітополі згадувалось в документах принаймні 14 інших Степових вулиць, провулків і тупиків (ймовірно, не всі вони були реально створені). Зокрема, Степовими в різний час називались вулиці Академіка Патона, Бєлікіна, Дмитра Грищенка, Пилипа Орлика.

## Історія
Спочатку вулиця носила назву Степова, але 17 червня 1929 року була перейменована на вулицю Войкова на честь Петра Лазаровича Войкова (1888—1927) одного з організаторів розстрілу сім'ї Романових, а потім радянського дипломата, вбитого білоемігрантом у Варшаві за 2 роки перед тим.
В 2016 року в ході декомунізації вулиці повернули її первинну назву Степова.
7 квітня 2023 року, під час Російського вторгнення в Україну, російська окупаційна влада Мелітополя видала наказ про переменування вулиці на вулицю Росгвірдії.